# 25 Heures VW Fun Cup
 (juillet 2014).
Si vous disposez d'ouvrages ou d'articles de référence ou si vous connaissez des sites web de qualité traitant du thème abordé ici, merci de compléter l'article en donnant les références utiles à sa vérifiabilité et en les liant à la section « Notes et références ».
Les 25 Heures VW Fun Cup sont une course automobile d'endurance se déroulant en Belgique sur le circuit de Spa-Francorchamps et faisant partie de la VW Fun Cup dont le principe est d'offrir à tous la possibilité de participer à une course automobile où les véhicules possèdent des châssis et des motorisations identiques.